# ドラコニア (小惑星)
ドラコニア (620 Drakonia) は小惑星帯に位置する小惑星である。マサチューセッツ州タウントンでジョエル・ヘイスティングス・メトカーフによって発見された。
軌道計算用のコンピュータが置かれていた、アイオワ州のドレイク大学にちなんで命名された。